# NGC 243
NGC 243 je galaksija u zviježđu Andromeda.

## Vanjske poveznice
- SEDS: NGC 0243